# Forests de Guinea Oriental
Els boscos orientals de Guinea són una ecoregió forestal humida tropical d'Àfrica Occidental. L'ecoregió inclou els boscos de les terres baixes que s'estenen des del golf de Guinea a uns centenars de quilòmetres a l'interior, des de l'oest de Costa d'Ivori fins a la costa occidental del llac Volta a Ghana. Alguns petits enclavaments es troben més a l'est i a l'interior de Togo i Benín. El riu Sassandra en Costa d'Ivori separa els boscos de Guinea Oriental dels boscos de Guinea occidental que es troben a l'oest. A l'interior i cap a l'est, els boscos orientals de Guinea fan la transició a l'ecoregió Mosaic de forest i sabana guineans.
Els boscos orientals de Guinea, juntament amb els altres boscos tropicals humits de l'Àfrica Occidental, estan inclosos dins de la Zona Sensible Internacional de conservació de biodiversitat d'Àfrica Occidental.